# 清永あや
清永 あや（きよなが あや、1987年 - ）は、兵庫県神戸市出身のヴァイオリニスト。

## 経歴
- 2005年相愛高等学校音楽科在学中に日本音楽コンクール第2位受賞。2006年同校を卒業後、相愛大学音楽学部に特別奨学生として入学。
- 2007年～2009年、財団法人ロームミュージックファンデーションより奨学金を得て英国王立音楽院 (RAM) にて学ぶ。2008年ロンドンにてリサイタルデビュー。
- 2012年相愛大学音楽学部を首席卒業。2015年東京藝術大学大学院修士課程をアカンサス賞を得て首席卒業。
- 2015年夏に渡米。南カリフォルニア大学 (USC) 大学院にて奨学金を得て学び、2017年同大学を卒業。2016年度は文化庁海外長期研修員、および日米芸術家交換計画生として派遣された。これまでに明治安田生命、青山音楽財団、野村財団より奨学金を受ける。
- 2018年現在、ロサンゼルス在住。ソロ、室内楽奏者として幅広く活躍し、後進の指導にも力を入れている。

## コンクール受賞歴
- 1999年 第53回全日本学生音楽コンクール小学生の部全国1位、東儀賞、兎束賞、都築音楽賞
- 2001年 第16回摂津音楽祭リトルカメリアコンクール1位金賞、大阪府知事賞
- 2003年 第17回京都芸術祭奨励賞
- 2005年 第74回日本音楽コンクール第2位
- 2006年 第10回松方ホール音楽賞大賞
- 2008年 J＆A.Bears Solo Bach Competition 1位及び聴衆賞
- 2014年 第23回青山音楽賞・新人賞
- 2014年 坂井時忠音楽賞

## 師事歴
- 工藤千博
- 小栗まち絵
- 宗倫匡
- ジェルジ・パウク
- 玉井菜採
- 川田知子
- 五嶋みどり

## リサイタル・演奏活動
東京オペラシティ、ザ・フェニックスホール、カーネギーホール、ウォルト・ディズニー・コンサートホールなど、リサイタルを日本、英国、米国の主要都市で開催。
NHK-FM「名曲リサイタル」「リサイタル・ノヴァ」に出演。

## 共演
- 東京交響楽団
- 仙台フィルハーモニー管弦楽団
- 神戸市室内合奏団
- 兵庫芸術文化センター管弦楽団
- 関西フィルハーモニー管弦楽団
- 日本センチュリー交響楽団
- 大阪交響楽団